# 庞塔尔巴大楼
庞塔尔巴大楼（Pontalba Buildings）位于美國新奥尔良的法国区杰克逊广场的两侧，为对称的4层红砖建筑，19世纪40年代由庞塔尔巴男爵夫人兴建。底层为商店和餐馆，上层为美国最古老的连续租用的公寓。
1974年獲宣布为国家历史地标。